# Investeringsfonden for Udviklingslande
IFU – Investeringsfonden for Udviklingslande, er en dansk fond, som blev oprettet ved lov i 1967.
IFU er en selvejende statslig fond, hvis formål er at fremme den erhvervsmæssige udvikling i udviklingslandene.
Fonden tilbyder rådgivning og risikovillig kapital til virksomheder, der ønsker at etablere sig eller drive forretning i udviklingslande i Afrika, Asien, Latinamerika og dele af Europa. Investeringerne sker på et kommercielt grundlag i form af aktiekapital, lån og garantier til de selskaber, der oprettes i udviklingslande.
IFU kan investere i lande, der fremgår af OECD’s DAC-liste. IFU kan dermed investere i omkring 140 lande som for eksempel Indien, Vietnam, Sydafrika, Kenya, Kina, Thailand, Peru, Bolivia og Ukraine.
IFU har i de senere år udvidet aktiviteterne ved bl.a. at etablere nye fonde i samarbejde med danske institutionelle og private investorer. I juni 2018 lancerede IFU the Danish SDG Investment Fund, der skal bidrage til at realisere FN's 17 verdensmål. Derudover er IFU fund manager for Danish Climate Investment Fund, Danish Agribusiness Fund, IFU Investment Partners og den Arabiske Investeringsfond. Endelig administrerer IFU Danida Business Finance.
I 2017 investerede IFU i alt 1,3 mia. kr., og den samlede kapital under forvaltning var ultimo 2017 9,1 mia. kr.
IFU har i alt investeret i mere end 1.250 projekter i over 100 udviklingslande. Investeringerne har bl.a. bidraget til etablering og bevarelse af næsten 1 million arbejdspladser, træning af ansatte, overførsel af ny teknologi, grøn energi og lokale skatteindtægter.
IFU har hovedkontor i København og regionale kontorer i New Delhi (Indien), Singapore, Shanghai (Kina), Nairobi (Kenya), Accra (Ghana), Lima (Peru), São Paulo (Brasilien) & i Kyiv (Ukraine).